# Castilleja viscidula
Castilleja viscidula är en snyltrotsväxtart som beskrevs av Asa Gray. Castilleja viscidula ingår i släktet målarborstar, och familjen snyltrotsväxter. Inga underarter finns listade i Catalogue of Life.